# کومیکو واتانابه
کومیکو واتانابه (انگلیسی: Kumiko Watanabe; ۷ اکتبر ۱۹۶۵ – ) صداپیشه و بازیگر اهل ژاپن بود. وی از سال ۱۹۸۴ میلادی تاکنون مشغول فعالیت بوده‌است.